# Alejandra Platt Torres

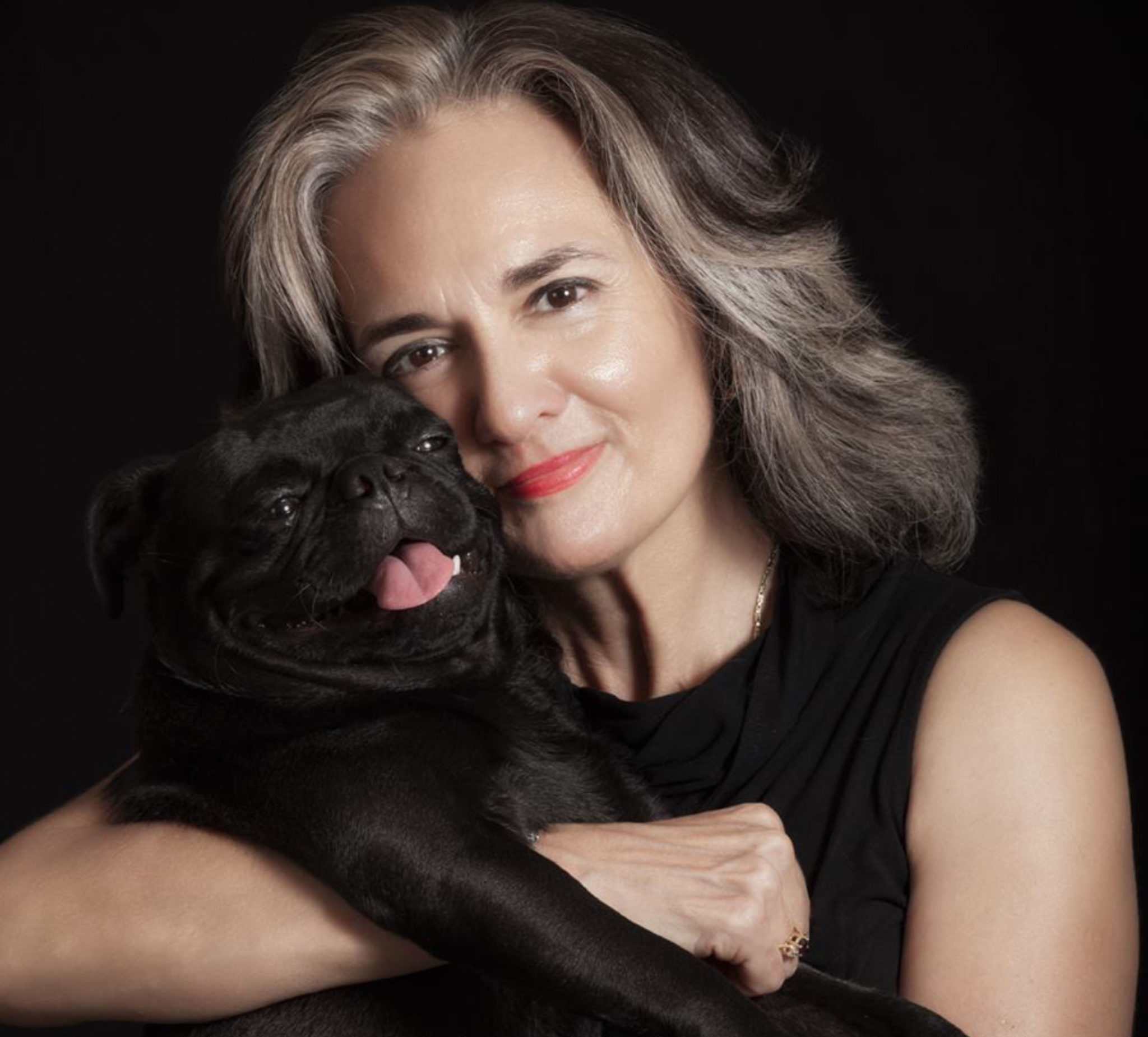
Alejandra Platt Torres

Alejandra Platt Torres (Hermosillo, 1960) es una fotógrafa de arte social mexicana. Ha dedicado gran parte de su vida artística a documentar la vida de los indígenas, principalmente en el estado de Sonora, aunque también ha capturado imágenes de comunidades indígenas de todo México. Su trabajo se enfoca en la creación de un registro visual que muestre la realidad de estas comunidades y que ayude a crear conciencia sobre la situación que enfrentan.

## Biografía
La ascendencia de la fotógrafa se remonta a Richard Platt, un inglés que llegó a Estados Unidos en 1638 y estableció su linaje en el país. Siete generaciones después, nació el bisabuelo de Alejandra, Frederick Platt (1841-1893). En 1867, Frederick decidió abandonar Nueva York y viajar hacia California en busca de oportunidades. Durante su viaje, se sumó a la "fiebre del oro" y decidió dirigirse a Sonora. Allí, en el pueblo de Tecoripa, Frederick se encontró con una comunidad indígena que luchaba por mantener su territorio ante los despojos del gobierno, el cual vendía tierras a extranjeros casados con mexicanas, como era el caso de Frederick.
Alejandra Platt inició su formación académica en el Colegio Comercial de Contabilidad Gámez de Hermosillo, donde estudió Contabilidad. Sin embargo, su verdadera pasión siempre fue la fotografía, y en 1992 tuvo la oportunidad de obtener una beca work-study-student para asistir a The Maine Photographic Workshops en Rock Port, Maine, EE. UU. Fue allí donde empezó su formación en las artes, enfocándose en la fotografía en blanco y negro bajo la tutela del reconocido fotógrafo Tillman Crane.

## Trayectoria
Además de su trabajo como fotógrafa, Platt Torres también se dedica a la enseñanza y ha impartido talleres de fotografía en diversas instituciones educativas. Su obra ha sido exhibida en numerosas exposiciones individuales y colectivas en México y en el extranjero.
Entre las exposiciones individuales más destacadas de Alejandra Platt Torres se encuentran "En el nombre de Dios", presentada en el Arizona State Museum, Tucson, Arizona, EU, en 2003 y en el The Mexican Community Center y el Consulado General de México, The Center for Mexican American Studies & the College of Liberal Arts of the University of Texas of Austin, en Austin, Texas, USA, en 2002. Asimismo, presentó el libro "En el nombre de Dios" en el Centro de la Imagen, México, DF, en el año 2000 y participó en la exposición "Hijos del Sol" en el Museo José Luis Cuevas, México, DF, en 1996.
En cuanto a las exposiciones colectivas, destaca su participación en "Fotógrafos Mexicanos" en Fotoseptiembre, Tucson, Arizona, EU, en 2003, así como en "Homenaje al Padre Kino" en Segno, Trento, Italia, en 2002. Además, formó parte de la "VI Bienal de Fotografía" en México, DF, en 1994 y participó en exposiciones en diferentes partes del mundo, como "Con Ojos de Mujer" en Lima, Perú, Amberes, Bélgica y Madrid, España, en 1996 y en Beijing, China, en 1995, así como en "Muestra de Fotografía Latinoamericana" en San Juan, Puerto Rico, en 1997 y en México, DF, en 1996.
Las obras de Alejandra Platt Torres se encuentran en colecciones particulares en Tucson, Arizona, USA, en 2003 y en Hermosillo, Sonora, en 2002, así como en diferentes instituciones y museos, como la Fundación Frank Waters, el Museo de Antropología e Historia, el Museo de Santo Domingo, la Universidad de Sonora y el Instituto Sonorense de Cultura.

## Reconocimientos
Ha sido invitada a participar en numerosas conferencias y mesas redondas sobre fotografía y arte social.
También ha sido beneficiaria de varios fondos para la creación artística de los cuales destacan la Beca de Coinversión del FONCA, 1999, con el proyecto “En el nombre de Dios” y el Fondo Estatal para la Cultura y las Artes de Sonora, 1993, con el proyecto “Hijos del Sol”.